# Pieces of April
Pour les articles homonymes, voir Piece.
Pour plus de détails, voir Fiche technique et Distribution.
Pieces of April (au Québec Un festin à New York) est un film américain réalisé par Peter Hedges, sorti en 2003.

## Synopsis
En conflit avec sa famille, une jeune femme vivant à New York avec son ami, invite celle-ci pour le dîner de l'action de grâce. Les choses ne vont pas tout à fait se passer comme prévu.

## Fiche technique
- Titre : Pieces of April
- Titre québécois : Un festin à New York
- Réalisation : Peter Hedges
- Scénario : Peter Hedges
- Production : Alexis Alexanian, John S. Lyons, Gary Winick, Caroline Kaplan, Jonathan Sehring et John Sloss
- Distribution : United Artists
- Budget : 300 000 dollars
- Musique : Stephin Merritt
- Photographie : Tami Reiker
- Montage : Mark Livolsi (en)
- Décors : Rick Butler
- Costumes : Laura Cunningham
- Pays d'origine : États-Unis
- Langue : anglais
- Format : Couleurs - 1,85:1 - DTS / Dolby Digital - DV
- Genre : Comédie dramatique
- Durée : 80 minutes
- Dates de sortie : 19 janvier 2003 (festival de Sundance), 17 octobre 2003 (États-Unis), 30 juin 2004 (Belgique), 20 avril 2005 (France)

## Distribution
- Katie Holmes (VF : Caroline Victoria ; VQ : Aline Pinsonneault) : April Burns
- Patricia Clarkson (VF : Caroline Jacquin) : Joy Burns
- Derek Luke (VF : Bruno Henry) : Bobby
- Alison Pill (VF : Adeline Chetail) : Beth Burns
- John Gallagher, Jr. (VF : Christophe Lemoine ; VQ : Hugolin Chevrette) : Timmy Burns
- Alice Drummond (VF : Denise Roland) : Grand-mère Dottie
- Lillias White (VF : Maïk Darah) : Evette
- Isiah Whitlock Jr. (VF : Jean-Paul Pitolin ; VQ : Yves Corbeil) : Eugene
- Sisqó (VF : Frantz Confiac) : Latrell
- Armando Riesco (en) (VF : Alexandre Marouani) : Tyrone
- Sean Hayes : Wayne
- Oliver Platt (VF : Jean-Loup Horwitz ; VQ : Luis de Cespedes) : Jim Burns
- Vitali Baganov : L'homme à moitié endormi
- Adrian Martinez : L'homme en pull-over
- Susan Bruce : Tish

## Bande originale
- I Think I Need a New Heart, interprété par The Magnetic Fields
- The Well Tempered Guitar, composé par Jean-Sébastien Bach et interprété par John Woo
- Aphrodisiac, interprété par Studio Musicians
- You You You You You, interprété par The 6ths
- Baby Won't You Tell Me, interprété par Studio Musicians
- Liberty Bell March, interprété par Studio Musicians
- The Luckiest Guy on the Lower East Side, interprété par The Magnetic Fields
- Salsa Brava, interprété par Charlie D'Cali Orquesta
- Xiqing, interprété par The UK Chinese Ensemble
- Hymn of Peace, interprété par Studio Musicians
- Epitaph for My Heart, interprété par The Magnetic Fields
- Jolly Old St. Nick, interprété par Alex Constantine
- Dock the Halls, interprété par Johnny Sedona
- As You Turn to Go, interprété par The 6ths

## Récompenses
- Prix spécial du jury pour Patricia Clarkson et nomination au grand prix du jury pour un film dramatique lors du Festival de Sundance 2003.
- Nomination à l'Oscar du meilleur second rôle féminin (Patricia Clarkson) en 2004.
- Nomination au Golden Globe du meilleur second rôle féminin (Patricia Clarkson) en 2004.
- Katie holmes remporte le prix de la meilleure actrice aux "teen choice awards" en 2004.